# Rebecca Ferguson (cantante)
Rebecca Caroline Ferguson (Liverpool, 21 luglio 1986) è una cantante e compositrice britannica.
Ha raggiunto la fama nel 2010, anno in cui si è classificata seconda nella settima edizione di The X Factor nel Regno Unito.

## Biografia
Rebecca Ferguson è nata a Liverpool, il 21 luglio 1986. Ha un fratello minore, Sam. Si è diplomata come assistente legale presso l'Hugh Baird College di Bootle. Nell'aprile 2014 ha annunciato di essere in attesa del suo terzo figlio dalla sua attuale relazione, dopo Lillie May e Karl, nati da un precedente legame.

## Carriera

### The X Factor(2010)
Nel 2010, Rebecca Ferguson si presenta alle audizioni per la settima edizione di The X Factor UK, durante le quali canta i brani A Change Is Gonna Come di Sam Cooke, Like a Star di Corinne Bailey Rae e Fireflies degli Owl City, e ottiene un posto nel programma nella categoria guidata da Cheryl Cole.
Durante i live show canta canzoni come Wicked Game di Chris Isaak, Make You Feel My Love di Bob Dylan,
Candle in the Wind di Elton John, Yesterday dei Beatles, I Still Haven't Found What I'm Looking For degli U2 e (I Can't Get No) Satisfaction dei Rolling Stones. Riesce ad arrivare in finale, durante la quale si esibisce con Distant Dreamer di Duffy, Sweet Dreams (Are Made of This) degli Eurythmics e in un duetto con Christina Aguilera sulle note di Beautiful, e si classifica al secondo posto dietro al vincitore Matt Cardle.

### Heaven, l'album di debutto (2011-2012)
Dopo la fine di The X Factor UK, Rebecca Ferguson firma un contratto discografico con le etichette discografiche Syco Music ed Epic Records. Nei primi mesi del 2011, inizia a lavorare, in veste di cantautrice, all'album di debutto e durante un'intervista dichiara: "Mi sono divertita a scrivere canzoni e a registrare l'album quest'anno e non vedo l'ora che tutti lo ascoltino! Mi sento come se avessi imparato molto da me stessa in questo processo di scrittura, in cui ho messo tutte le mie esperienze di vita su carta e poi in canzoni. È un album di cui vado molto fiera."
Il 20 novembre 2011 viene pubblicato in Regno Unito il singolo di debutto di Rebecca Ferguson dal titolo Nothing's Real But Love, scritto da lei stessa con la collaborazione di Eg White. Il brano raggiunge la decima posizione della classifica britannica e ottiene un buon successo in Europa.
Il 5 dicembre 2011 viene pubblicato l'album di debutto, Heaven, che debutta alla terza posizione della classifica britannica vendendo 128.000 copie durante la prima settimana ed è sceso alla settima la settimana successiva, con altre 96.000 copie vendute. Qualche settimana dopo, il 16 dicembre 2011, l'album viene certificato disco di platino nel Regno Unito per aver venduto circa 300.000 copie.
Nel 2012 vengono estratti altri due singoli dall'album, Too Good to Lose e Glitter & Gold. Nell'autunno dello stesso anno viene pubblicata una nuova edizione dell'album Heaven che vede l'aggiunta di nuovi brani come Backtrack, scelto come quarto singolo. Successivamente vengono pubblicati anche i singoli Shoulder to Shoulder e Teach Me How to be Loved.

### FreedomeLady Sings the Blues(2012-2015)
Nel febbraio 2013 inizia a lavorare al suo secondo album in studio, annunciato poi nel mese di agosto. Il singolo I Hope viene pubblicato nell'ottobre 2013 e a questo fa seguito l'uscita, nel mese di dicembre, del disco Freedom. Il disco include un duetto con il cantante statunitense John Legend.
Dopo un intenso lavoro in studio effettuato per tutta la seconda metà del 2014, nel gennaio 2015 annuncia l'uscita di un nuovo disco. Si tratta di Lady Sings the Blues, uscito nel marzo 2015 attraverso RCA Records. Questo disco è un omaggio Billie Holiday, che aveva pubblicato un disco omonimo nel 1956.

### Superwoman(2016-)
Il singolo Bones viene pubblicato nel settembre 2016. Si tratta di una cover del singolo di debutto della cantante neozelandese Ginny Blackmore, uscito nel 2013. Nel mese di ottobre dello stesso anno Rebecca Ferguson pubblica il suo quarto disco in studio, ossia Superwoman (Simco, Sony).

## Discografia

### Album
- 2011 - Heaven
- 2013 - Freedom
- 2015 - Lady Sings the Blues
- 2016 - Superwoman

### Singoli
- 2011 - Nothing's Real But Love
- 2012 - Too Good to Lose
- 2012 - Glitter & Gold
- 2012 - Backtrack
- 2012 - Shoulder to Shoulder
- 2012 - Teach Me How to Be Loved
- 2013 - I Hope
- 2014 - All That I've Got
- 2015 - Get Happy
- 2016 - Bones

### Autore per altri cantanti
- 2015 - Homeland (testo e musica: Tim Woodcock, Rebecca Ferguson) per Lorenzo Fragola, contenuta in 1995[12]